# Aylostera fusca
Aylostera fusca es una especie de planta suculenta perteneciente al género Aylostera, dentro de la familia Cactaceae. Es endémica de Bolivia y anteriormente se le conocía como Rebutia fusca.

## Descripción
Aylostera fusca es una especie de cactus pequeño que crece normalmente de forma solitaria. Tiene tallos que van de esféricos a cilíndricos, de aspecto general marrón. Pueden alcanzar alturas de hasta 8 cm y de 2 a 4 cm de diámetro.

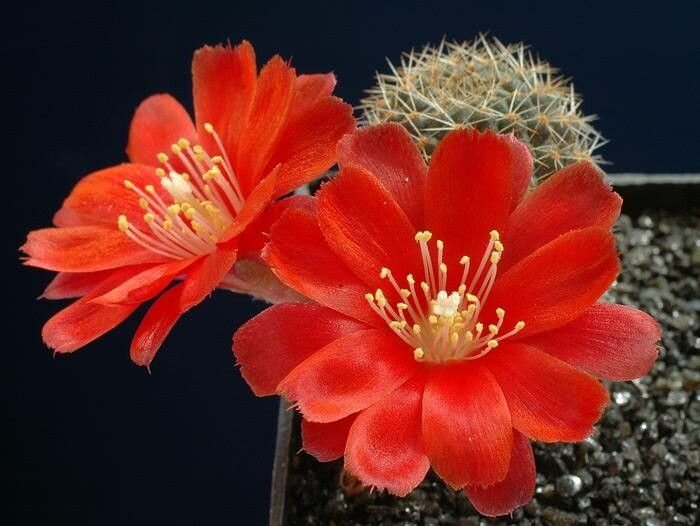
Detalle de la flor

Presenta aproximadamente de 13 a 17 costillas divididas en tubérculos. Las areolas presentan lana de color marrón, con 1 o 2 espinas centrales gruesas, de color rojo a casi negro y de 2-3 mm de largo. También tienen de 8 a 14 espinas radiales, de 1,5 a 3 mm de largo, planas hasta el cuerpo, rojas, aunque a veces amarillas, con color rojo en la base. Sin duda, es una de las especies con espinas más cortas del género.
Las flores son de color rojo anaranjado a escarlata, de 2-3 cm de largo y ancho. Los lóbulos del estigma son muy pálidos y las anteras son de color crema.

## Distribución y hábitat
El área de distribución nativa de esta especie es Bolivia y crece principalmente en biomas desérticos o de matorrales secos.

## Taxonomía
La primera descripción de esta especie fue como Rebutia fusca, publicada en 1977 por el botánico alemán Friedrich Ritter en la revista científica Kakteen und andere Sukkulenten 28: 78.
Más tarde, los botánicos Stefano Mosti y Alessio Papini trasladaron la especie al género Aylostera, por lo que pasó a llamarse Aylostera fusca. Registraron estos cambios en la revista científica Pakistan Journal of Botany 43: 2778, publicada en 2011.

Etimología
- Aylostera: nombre genérico formado a partir de las palabras griegas aulos, transliterado irregularmente como aylos, (que significa 'tubo') y stereos (que significa 'sólido'), en alusión al tubo floral sólido que poseen.[4]
- fusca: epíteto específico que deriva del latín y que significa 'oscuro' o 'marrón', haciendo alusión a la tonalidad del tallo de esta especie.[5][6]

## Usos
Aylostera fusca se cultiva principalmente como planta ornamental debido a su tamaño compacto y atractivo aspecto. Es una especie adecuada para principiantes, ya que su cultivo no presenta mayores dificultades.
Requiere un sustrato arenoso, bien drenado y ligeramente ácido. Se desarrolla bien en exposiciones que van desde el pleno sol hasta la semisombra. Durante el verano necesita riegos regulares, siempre dejando que el sustrato se seque completamente entre cada aplicación de agua, ya que el exceso de humedad puede provocar la pudrición del sistema radicular. En invierno debe permanecer seca, pues la planta entra en un período de reposo. Tolera temperaturas de hasta −4 °C si se mantiene en condiciones secas.
Esta especie se adapta bien al cultivo en macetas pequeñas y puede mantenerse como planta de interior, conservando un tamaño manejable. Entre las principales amenazas se encuentran la cochinilla algodonosa, diversos hongos y problemas de pudrición relacionados con el exceso de riego y la humedad elevada. La propagación se realiza mediante semillas o hijuelos.